# Шекміно Третє
Ше́кміно Третє (рос. Шекмино Третье, марій. Лидывуй) — присілок у складі Гірськомарійського району Марій Ел, Росія. Входить до складу Мікряковського сільського поселення.

## Населення
Населення — 21 особа (2010; 19 у 2002).
Національний склад (станом на 2002 рік):
- гірські марійці — 95 %